# Hyperolius reesi
Hyperolius reesi és una espècie de granota de la família Hyperoliidae.
Habita en República Democràtica del Congo, Malaui, Moçambic, Tanzània, Zàmbia, Zimbàbue i, possiblement Botswana, Burundi i Ruanda.
El seu hàbitat natural inclou boscs tropicals o subtropicals secs i a baixa altitud, sabanes seques, sabanes humides, zones seques d'arbusts, zones d'arbusts tropicals o subtropicals secs, prats seques a baixa altitud, prats humits o inundats en alguna estació, prats tropicals o subtropicals a gran altitud, rius, pantans, llacs d'aigua dolça, llacs temporals d'aigua dolça, maresmes d'aigua dolça, corrents intermitents d'aigua dolça, terra arable, pastures, jardins rurals, àrees urbanes, àrees d'emmagatzematge d'aigua, estanys, zones de regadiu, terres d'agricultura parcial o temporalment inundades i canalés i dics.